# ウスマシンタ川

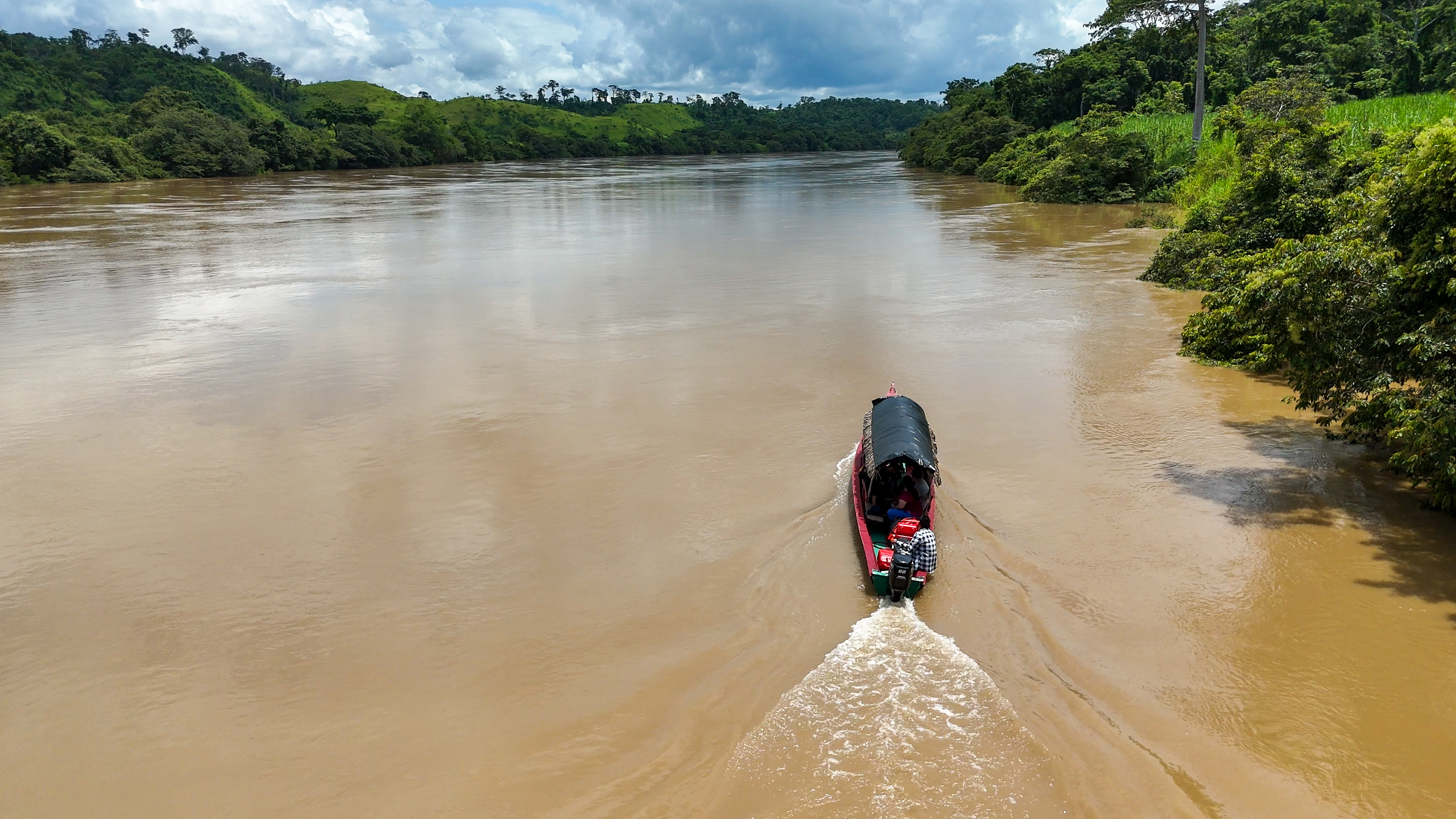
メキシコとグアテマラの国境、ウスマシンタ川を航行するモーターボート。

ウスマシンタ川（ウスマシンタがわ、スペイン語: Río Usumacinta）は、グアテマラおよびメキシコを流れる中央アメリカ最大の川である。
グアテマラのペテン県を主な水源とし北に流れ、下流でグリハルバ川に合流する。流路の一部はグアテマラとメキシコの自然国境となっている。流域には南北アメリカ大陸最北の熱帯雨林が広がり、湿原やラグーンにも恵まれる。アメリカマナティー、オナガカワウソ、ユカタンクロホエザルなどが生息しており、生物多様性の豊かな地域である。グアテマラ・ペテン県のティグレ湖国立公園、メキシコ・チアパス州のカタサハ湖沼群とメキシコ・タバスコ州のパンタノス・デ・セントラがラムサール条約に登録されている。河岸にはヤシュチラン、ピエドラス・ネグラスなどのマヤ文明の遺跡が見られる。近年、森林の伐採、道路の建設、油田の開発による自然破壊の進行が危惧されている。

## 支流
- サリナス川
- パシオン川